# Museo de Sitio Recinto de Homenaje a Don Benito Juárez
El Museo de Sitio Recinto de Homenaje a Don Benito Juárez, habitualmente Sala Homenaje a Juárez, se encuentra dentro del Palacio Nacional, fue inaugurada el 18 de julio de 1957, en el sexenio de Adolfo Ruiz Cortines, para conmemorar el centenario de la Constitución de 1857. 
El recinto rinde homenaje a Benito Juárez, El Benemérito de las Américas, y está instalado en el mismo lugar en el que Juárez vivió sus últimos cinco años como presidente de la República de México y en el que también falleció.
El 18 de julio de 2022, el presidente Andrés Manuel López Obrador reingauró el recinto después de ser rehabilitado en el marco del 150 aniversario luctoso del expresidente mexicano.

## Recinto del museo
El recinto permite a los visitantes conocer las cinco salas de exhibición:
1. Juárez y su Recinto en Palacio Nacional
2. Juárez y México: la hora de la Reforma
3. Gobernar con paciencia y energía
4. El respeto al derecho ajeno es la paz
5. Mi querido Juárez

Tres ambientaciones (sala de estar, recámara y despacho), una sala de exposiciones temporales, un Salón de Homenajes y una Biblioteca especializada en temas de la Reforma y el Imperio.

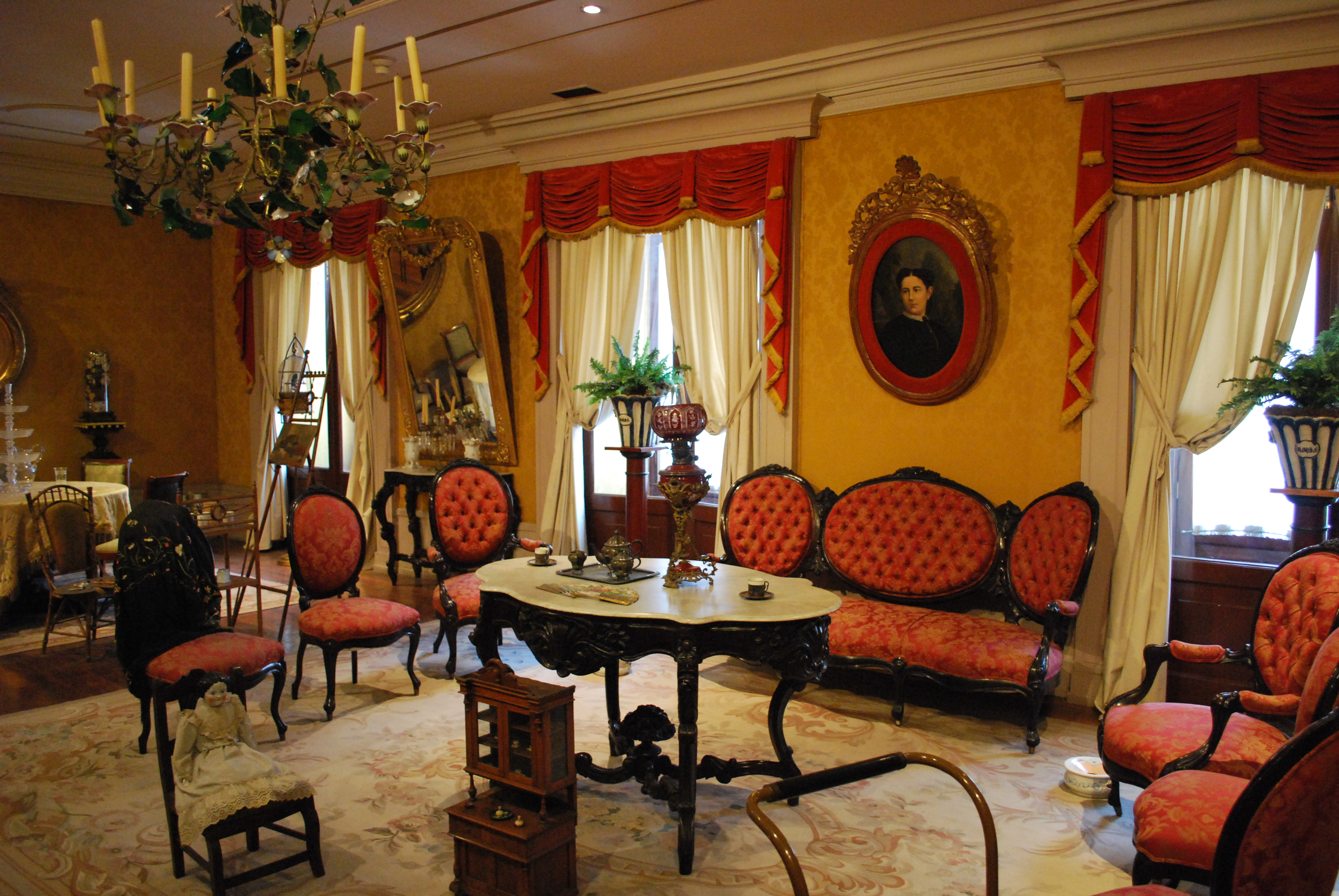
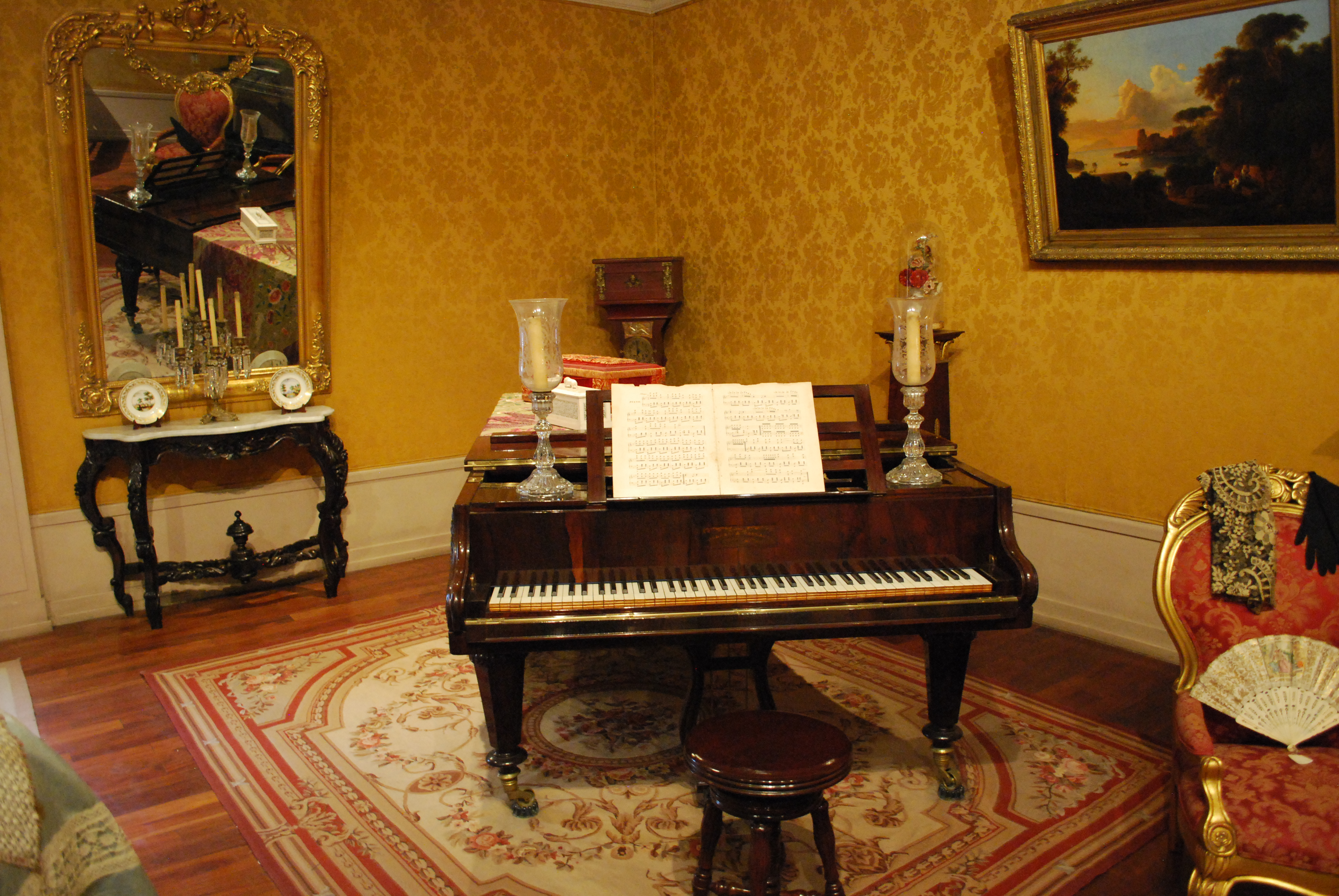
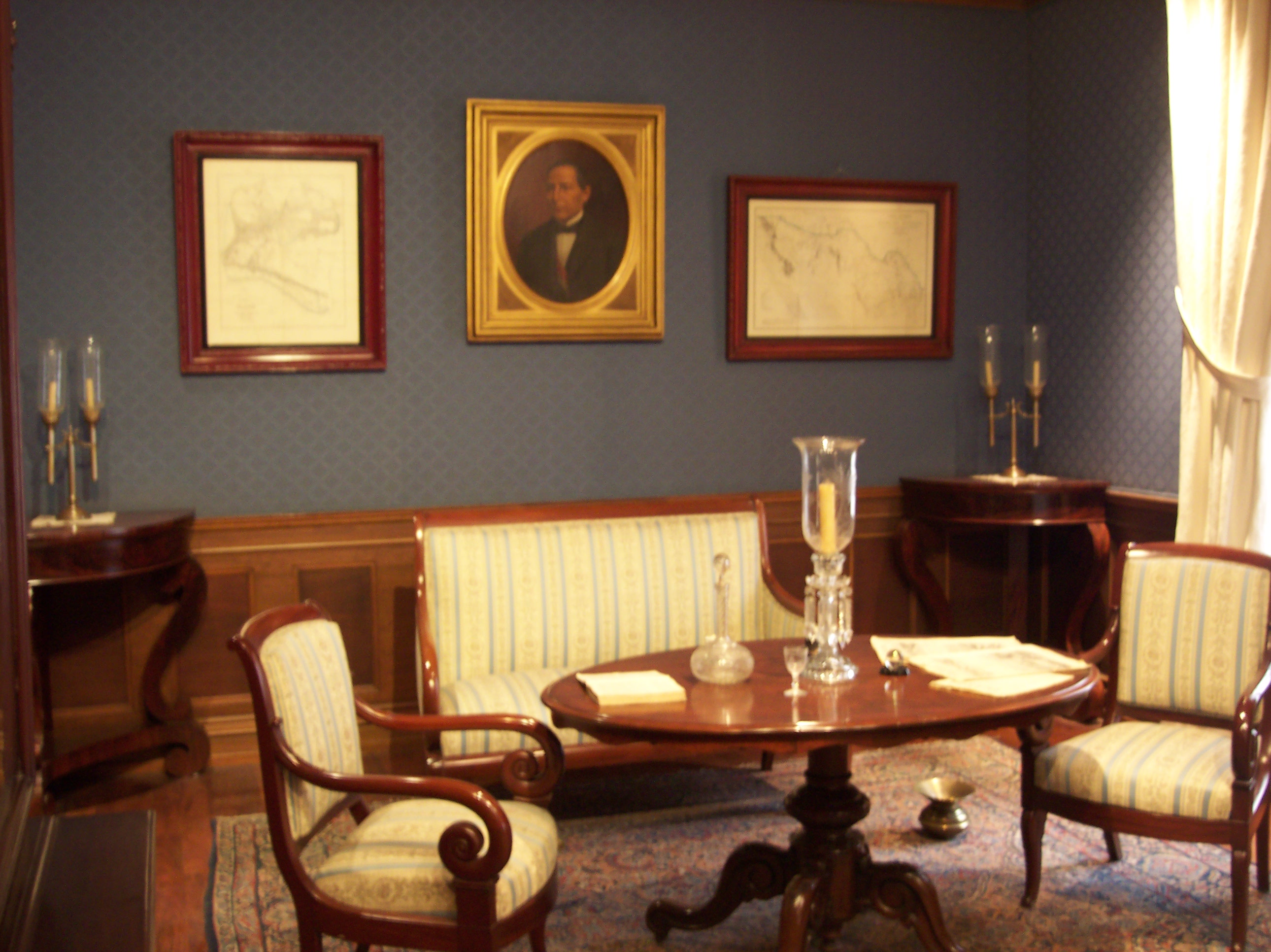
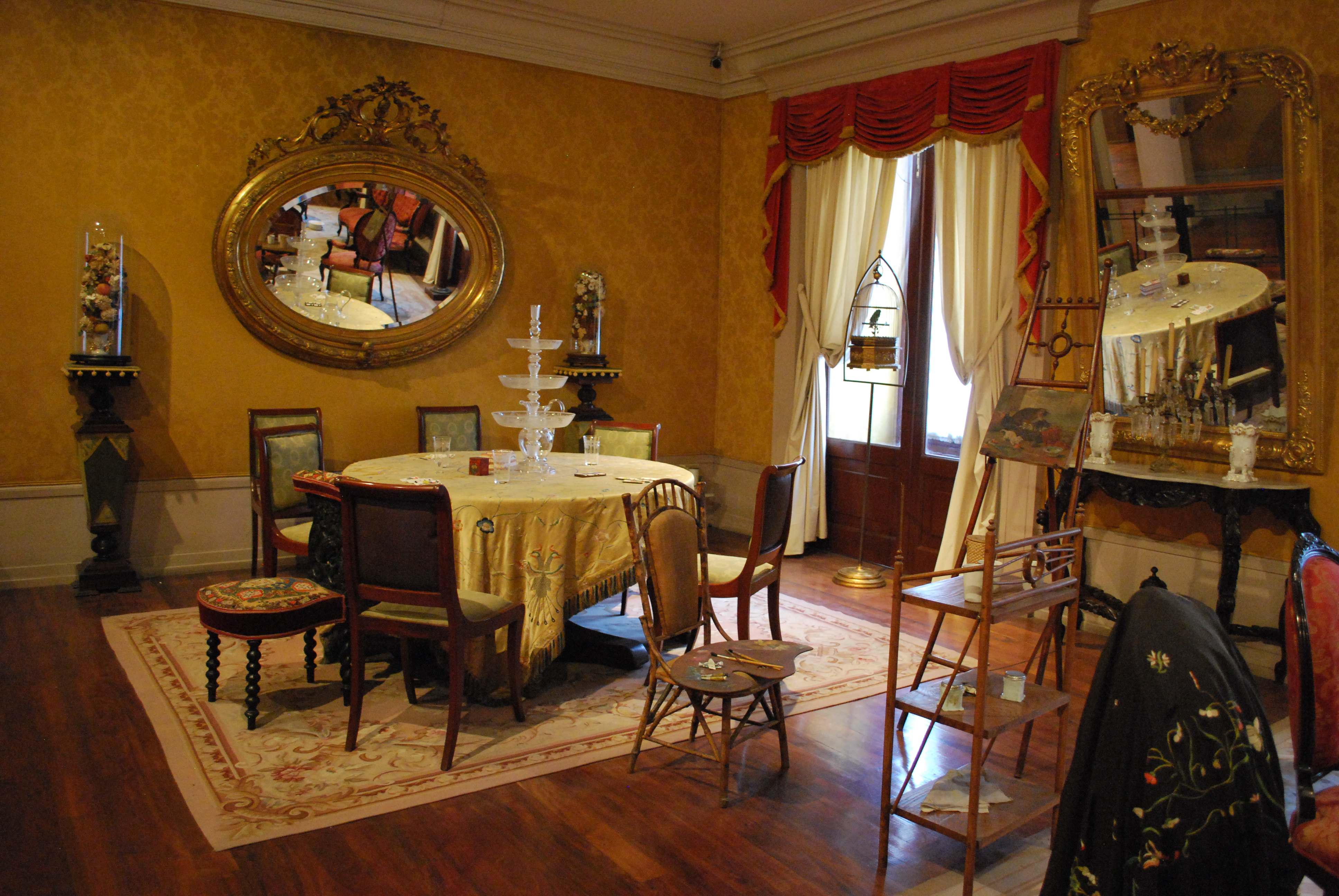
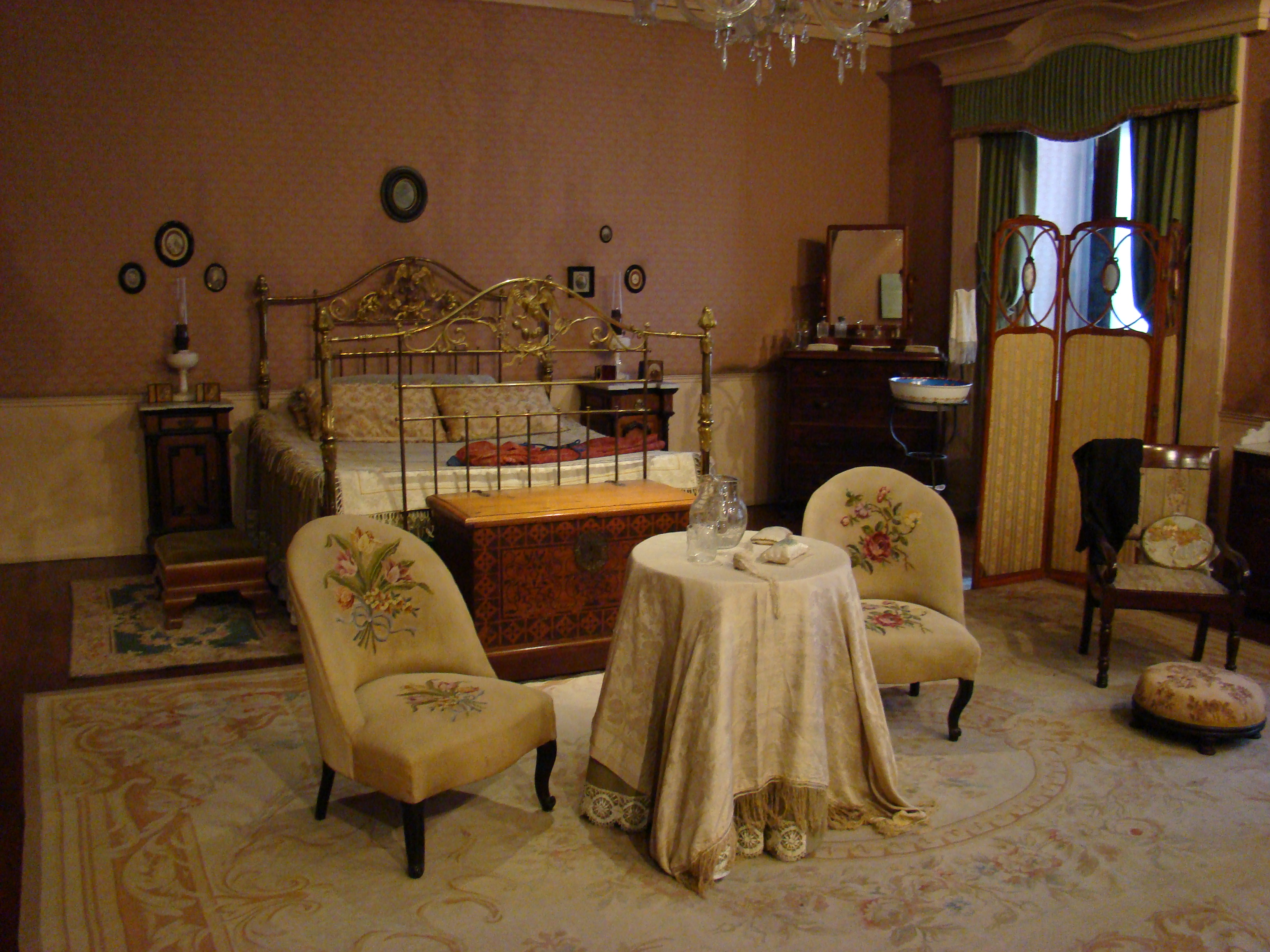

### Objetos de la masonería
Incluye una sección donde se exhiben objetos de la masonería.